# Puerto de la Arena
Puerto de la Arena är en ort i Mexiko.   Den ligger i kommunen Tlatlaya och delstaten Mexiko, i den södra delen av landet, 150 km sydväst om huvudstaden Mexico City. Puerto de la Arena ligger 1 302 meter över havet och antalet invånare är 124.
Terrängen runt Puerto de la Arena är kuperad åt sydost, men åt nordväst är den bergig. Runt Puerto de la Arena är det ganska glesbefolkat, med 47 invånare per kvadratkilometer. Närmaste större samhälle är Santa Ana Zicatecoyan, 2,7 km sydväst om Puerto de la Arena. I omgivningarna runt Puerto de la Arena växer huvudsakligen savannskog.